# Coenobela paucula
Coenobela paucula là một loài bướm đêm trong họ Erebidae.